# Sugar Street

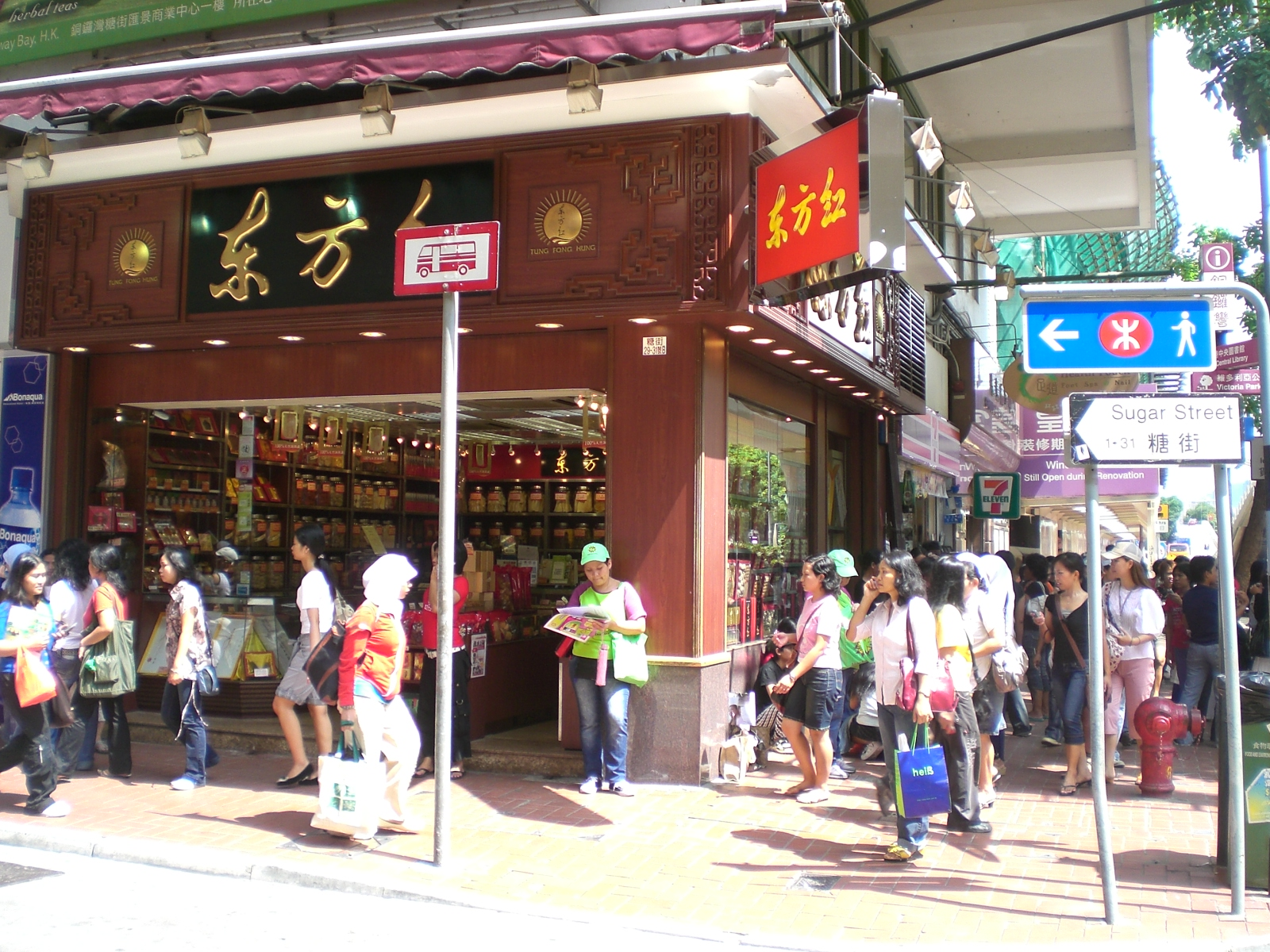

Sugar Street (in cinese 糖街 Táng jiē) è una strada situata a Causeway Bay, Hong Kong. Dal 1866 al 1868, fu l'ubicazione della zecca di Hong Kong, la sola zecca mai esistita ad Hong Kong.
Non deve essere confusa con l'omonima strada del Cairo, che è il titolo di un romanzo di Naguib Mahfouz, l'ultimo libro della sua famosa trilogia.